# کنترل همروندی برچسب زمان
کنترل همروندی برچسب زمان(به انگلیسی: Timestamp-based concurrency control) در علوم کامپیوتر یکی از الگوریتم‌های کنترل همروندی بدون قفل است که برای کنترل همروندی تراکنش‌ها در برخی از پایگاه‌های داده، توسط زدن برچسب زمان، استفاده می‌شود.
این الگوریتمن عدم وجود بن‌بست را تضمین می‌کند.